# Cordulegaster coronata
Cordulegaster coronata is een echte libel uit de familie van de bronlibellen (Cordulegastridae).
De wetenschappelijke naam van de soort werd in 1916 gepubliceerd door Kenneth Morton.